# Agariciidae
Famille
Agariciidae est une famille de scléractiniaires (coraux durs).

## Étymologie
Le nom vient du genre type Agaricia, dérivé du préfixe  "agaric-", sans doute de même origine que celle d'un champignon du genre Agaric, en référence à la forme du squelette de ce scléractiniaires, qui fait penser au chapeau d'un champignon.

## Description et caractéristiques
Ces coraux ont des tentacules fins, rarement visibles pendant le jour (exception faite de l'espèce Pavona explanulata). Tous les genres de cette familles sont coloniaux et hermatypiques. Les colonies sont massives, laminaires ou foliacées. Les corallites sont fondues, avec des cloisons mal définies formées par un élargissement des septo-costae. Les septa sont rarement fusionnées, et sont continues entre les corallites adjacents. Les marges sont lisses ou finement denticulées, et densément remplies. La famille des Siderastreidae est très proche.

## Liste des genres
La famille Agariciidae comprend les genres suivants :
| Selon World Register of Marine Species (9 août 2015) : - Agaricia Lamarck, 1801 — 7 espèces - Coeloseris Vaughan, 1918 — 1 espèce - Dactylotrochus Wells, 1954 — 1 espèce - Gardineroseris Scheer & Pillai, 1974 — 1 ou 2 espèces - Leptoseris Milne Edwards & Haime, 1849 — 19 espèces - Pachyseris Milne Edwards & Haime, 1849 — 6 espèces - Pavona Lamarck, 1801 — 19 ou 21 espèces | Selon ITIS (9 août 2015) : - Agaricia Lamarck, 1801 - Coeloseris Vaughan, 1918 - Gardineroseris Scheer & Pillai, 1974 - Helioseris Milne-Edwards & Haime, 1849 - Leptoseris Milne-Edwards & Haime, 1849 - Pachyseris Milne-Edwards & Haime, 1849 - Pavona Lamarck, 1801 |

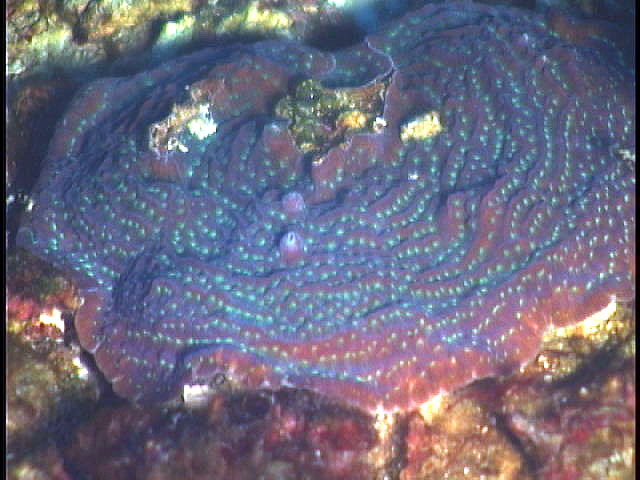
Agaricia lamarcki
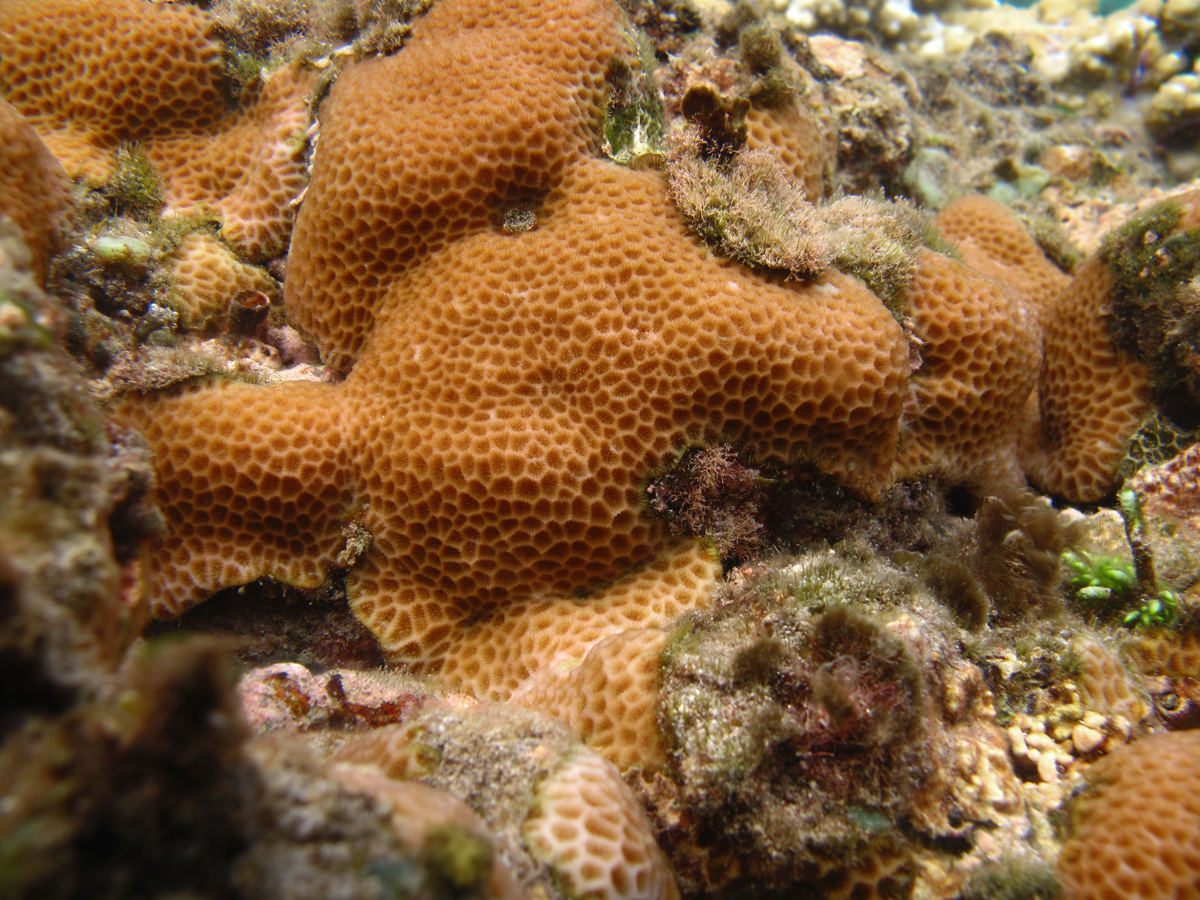
Gardineroseris planulata
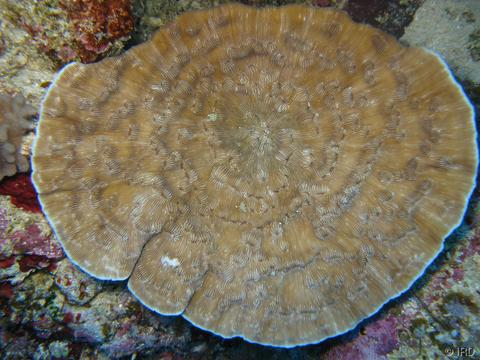
Leptoseris glabra
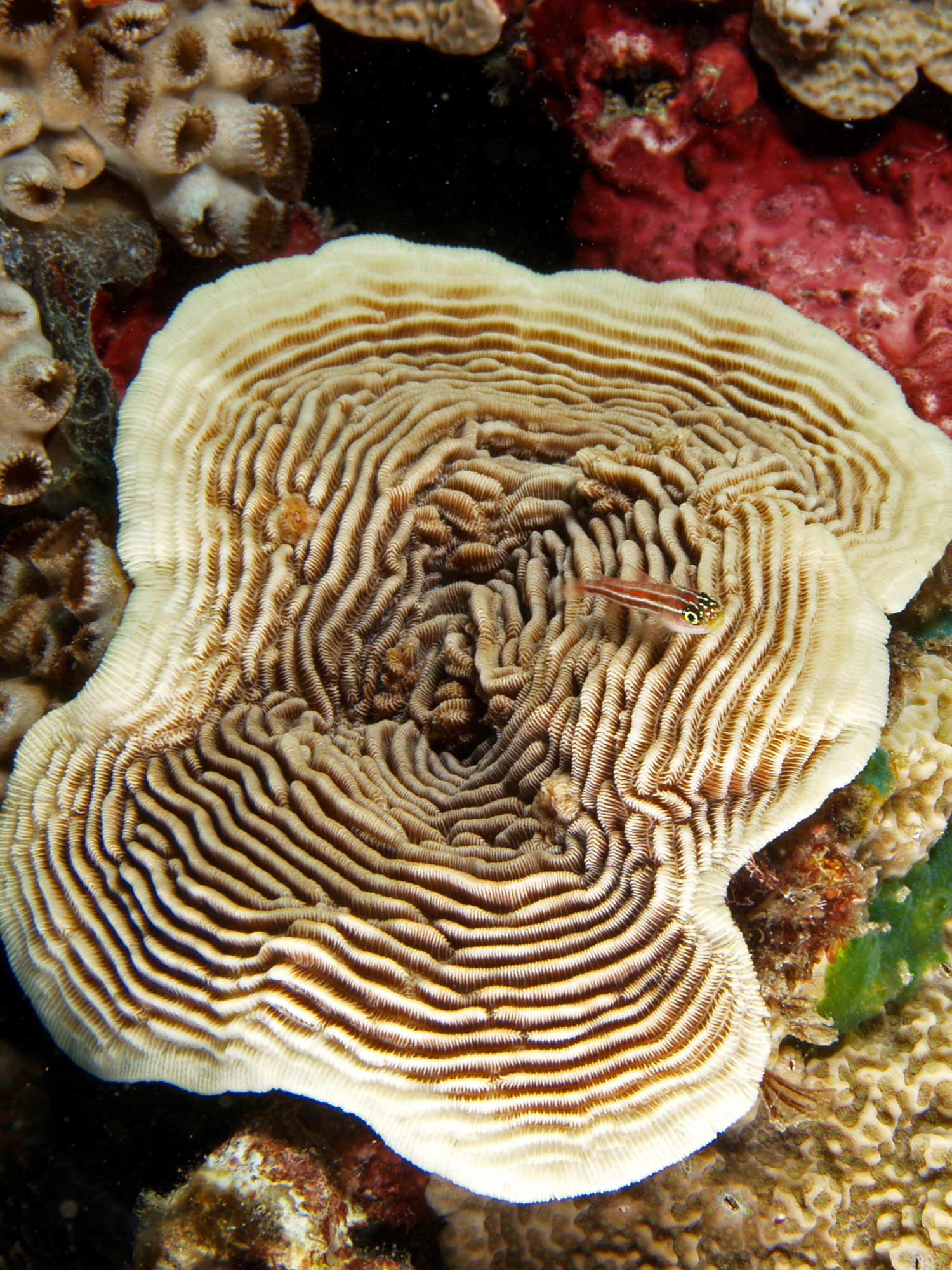
Pachyseris speciosa
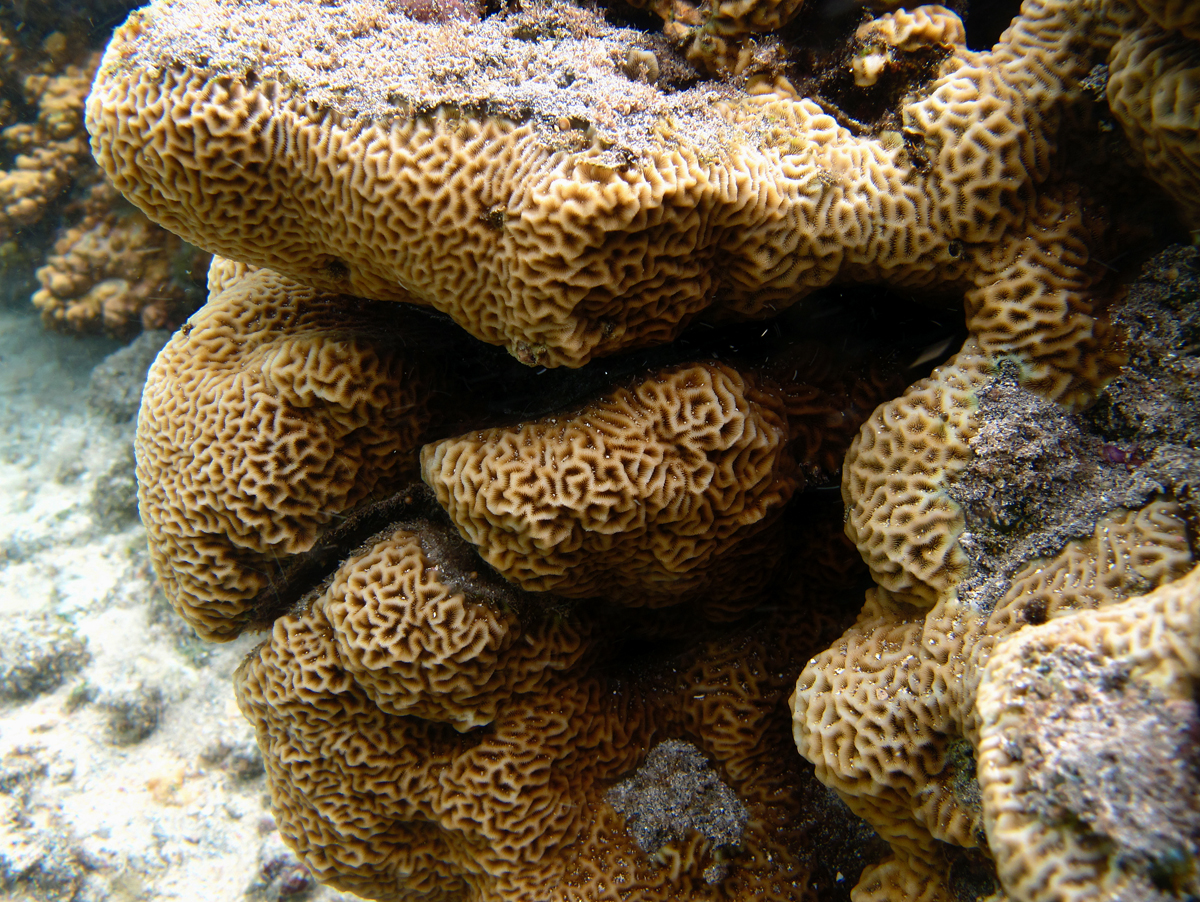
Pavona varians